# Wolf Friedrich von Möllendorff
Wolf Friedrich von Möllendorff (geboren 1. Dezember 1682; gestorben 2. Juli 1737 in Reinsdorf, Amt Delitzsch, Kurfürstentum Sachsen) war ein königlich-polnischer und kurfürstlich-sächsischer Kammerherr und Rittergutsbesitzer. Er war Erb-, Lehn – und Gerichtsherr auf Reinsdorf, Lohnsdorf und Teuditz.

## Leben
Wolf Friedrich entstammt dem alten Adelsgeschlecht von Möllendorff aus der Altmark. Er war der Sohn des kursächsischen Kriegskommissars August von Möllendorff (1652–1711) und der Margarete von Schliek († 1700). Er schlug die Verwaltungslaufbahn im Dienst des Wettiner am Hof deren Residenzstadt Dresden ein, wo er Kammerherr wurde. Außerdem erwarb er nördlich der Messestadt Leipzig im kursächsischen Amt Delitzsch mehrere Rittergüter, wo er Erb-, Lehn- und Gerichtsherr war. Als Wohnsitz wählte er das Schloss Reinsdorf. Sein Verwandter, der königlich-preußische Oberstleutnant von der Kavallerie, Friedrich August von Möllendorff, setzte ihm außerdem zu seinem Mitbelehnten des Rittergutes Quetz bei Zörbig ein.
Nach dem Tod wurde sein Leichnam am 5. Juli 1737 in der Kirche zu Gollma in aller Stille beigesetzt.

## Familie
Er war mit Johanna Charlotta Amalia von Ponickau verheiratet. Aus dieser Ehe gingen der am 12. November 1713 geborene Sohn Johann August von Möllendorff hervor, der am 15. November 1713 zu Reinsdorf getauft wurde. Ihr gemeinsamer zweite Sohn wurde am 17. Dezember 1717 geboren und am 20. in Reinsdorf auf den Namen Johann Wolf Magnus von Möllendorff getauft. Die Geburt des dritten Sohnes erfolgte am 13. Juli 1720. Er wurde vier Tage später auf den Namen Johann Eberhardt von Möllendorff getauft und schlug später eine Militärlaufbahn ein.